# چک (پرنده)
چَک (پرنده) (نام علمی: Saxicolinae) نام یک زیرخانواده از تیره مگس‌گیران است.